# Loi de Poisson binomiale
En théorie des probabilités et en statistique, la loi de Poisson binomiale est une loi de probabilité discrète de la somme d'épreuves de Bernoulli indépendantes.
En d'autres termes, c'est la loi de probabilité du nombre de succès (nombre de pile) d'une suite de {\displaystyle n} lancers de pile ou face dont les probabilités de succès (d'obtenir pile) sont {\displaystyle p_{1},p_{2},\dots ,p_{n}}. La loi binomiale ordinaire est un cas spécial de la loi de Poisson binomiale lorsque toutes les probabilités sont les mêmes : {\displaystyle p_{1}=p_{2}=\dots =p_{n}} .

## Espérance et variance
Puisque la loi de Poisson binomiale est une somme de n variables aléatoires indépendantes de loi de Bernoulli, son espérance et sa variance sont simplement les sommes des espérances et variances des lois de Bernoulli :
{\displaystyle \mu =\sum \limits _{i=1}^{n}p_{i}}
{\displaystyle \sigma ^{2}=\sum \limits _{i=1}^{n}(1-p_{i})p_{i}.}

## Fonction de masse
La probabilité d'obtenir {\displaystyle k} succès sur un total de n essais peut être écrit comme la somme :
{\displaystyle \mathbb {P} (K=k)=\sum \limits _{A\in F_{k}}{\prod \limits _{i\in A}{{p}_{i}}\prod \limits _{j\in {{A}^{c}}}{(1-{{p}_{j}})}}}
où {\displaystyle F_{k}} est l'ensemble de tous les sous-ensembles de {\displaystyle \{1,2,\dots ,n\}} contenant {\displaystyle k} éléments. Par exemple si n=3, alors {\displaystyle F_{2}=\left\{\{1,2\},\{1,3\},\{2,3\}\right\}}. {\displaystyle A^{c}} est le complémentaire de {\displaystyle A}.
L'ensemble {\displaystyle F_{k}} contient {\textstyle {n \choose k}={\frac {n!}{(n-k)!k!}}} éléments, ainsi les calculs deviennent très grands en pratique, par exemple pour n=30, {\displaystyle F_{15}} contient un nombre de l'ordre de 1020 éléments. Il existe cependant des méthodes efficaces pour calculer {\displaystyle \mathbb {P} (K=k)}.
On peut utiliser une formule itérative, :
{\displaystyle \mathbb {P} (K=k)=\left\{{\begin{aligned}&\prod _{i=1}^{n}(1-p_{i})&\mathrm {si} \ k=0\\&{\frac {1}{k}}\sum _{i=1}^{k}(-1)^{i-1}\mathbb {P} (K=k-i)T(i)&\mathrm {si} \ k>0\end{aligned}}\right.}
où {\displaystyle T(i)=\sum _{j=1}^{n}\left({\frac {p_{j}}{1-p_{j}}}\right)^{i}}   .
Une autre possibilité est d'utiliser la transformée de Fourier discrète :
{\displaystyle \mathbb {P} (K=k)={\frac {1}{n+1}}\sum \limits _{l=0}^{n}{{\omega ^{lk}}\prod \limits _{m=1}^{n}{\left(1+({\omega ^{l}}-1){p_{m}}\right)}}}
où {\displaystyle \omega =\exp \left(-{\frac {2{\rm {i}}\pi }{n+1}}\right)} avec i l'unité imaginaire.
D'autres méthodes sont décrites dans les ouvrages de Chen.